# 越谷市立鷺後小学校
越谷市立鷺後小学校（こしがやしりつ さぎしろしょうがっこう）は、埼玉県越谷市にある公立小学校。

## 歴史
- 1978年（昭和53年） - 越谷市立大沢小学校、越谷市立大沢北小学校から分離し開校。
- 1990年 - 越谷市立東越谷小学校、越谷市立鷺後小学校、越谷市立増林小学校から越谷市立花田小学校を分離[1]。

## 学校目標
- 「知」を育てる
- 「徳」を育てる
- 「体」を育てる

## 卒業生
- 星奈津美（競泳選手） - 女子200mバタフライ五輪代表